# Lista de peixes marinhos introduzidos no estado da Flórida
A Flórida é um estado dos Estados Unidos que possui o clima tropical e está rodeado pelo Oceano Atlântico. Pelo passar dos anos, vários peixes marinhos exóticos começaram a aparecer nos recifes e ilhas costeiras. A maioria das espécies capturadas e identificadas possuem cores chamativas e de origem do Indo-Pacífico, provavelmente as espécies foram libertadas pelos aquaristas locais e devolvidas para o mar no que causou um grande desequilíbrio ambiental, as espécies capturadas foram levadas para aquários públicos onde foram exibidos para fornecer informações educacionais para o público.
| Ordem             | Família        | Espécie                     | Nome em Inglês           | Nome em Português                                      | Local de Origem | Primeiro Ano de avistamento | Referência        | Foto |
| ----------------- | -------------- | --------------------------- | ------------------------ | ------------------------------------------------------ | --- | --------------------------- | ----------------- | ---- |
| Perciformes       | Pomacentriae   | Acanthochromis polyacanthus | Spiny chromis            | ---                                                    | Pacífico Ocidental: Indonésia até Filipinas, incluindo a Micronésia                                                                    | 2017                        | [ 1 ]             |      |
| Perciformes       | Acanthuridae   | Acanthurus guttatus         | Whitespotted surgeonfish | ---                                                    | Indo-Pacífico |                             | [ 1 ]             |      |
| Perciformes       | Acanthuridae   | Acanthurus pyroferus        | Chocolate surgeonfish    | Cirurgião-mimico                                       | Grande Barreira de Coral | 2014                        | [ 1 ] [ 2 ]       |      |
| Perciformes       | Acanthuridae   | Acanthurus sohal            | Sohal surgeonfish        | Cirurgião-de-Sohal                                     | Mar Vermelho |                             | [ 1 ]             |      |
| Perciformes       | Pomacentridae  | Amphiprion ocellaris        | Clown anemonefish        | Peixe-palhaço-comum                                    | Indo-Pacífico | 2018                        | [ 1 ] [ 3 ]       |      |
| Orectolobiformes  | Hemiscylliidae | Chiloscyllium punctatum     | Brownbanded bambooshark  | Tubarão-bambu                                          | Indo-Pacífico norte: Ilhas Andaman e Índia para Filipinas, Japão para o sul da Austrália                                               |                             | [ 1 ]             |      |
| Perciformes       | Serranidae     | Chromileptes altivelis      | Humpback grouper         | Garoupa-pantera ou Garoupa-de-bossa                    | Pacífico Ocidental: sul do Japão até Palau Pacífico Central: Polinésia                                                                 | 1984                        | [ 1 ]             |      |
| Perciformes       | Pomacentridae  | Dascyllus aruanus           | Humbug dascyllus         | Dascyllus-de-cauda-branca                              | Oceano Pacífico: Estreito de Lombock até a Polinésia, Japão até o sul da Nova Caledónia                                                | 2009                        | [ 1 ]             |      |
| Perciformes       | Pomacentridae  | Dascyllus trimaculatus      | Threespot dascyllus      | Dascyllus-dominó                                       | Indo-Pacífico |                             | [ 1 ]             |      |
| Perciformes       | Acanthuridae   | Naso lituratus              | Orangespine unicornfish  | Naso-de-espinho-laranja                                | Indo-Pacífico | 2006                        | [ 1 ] [ 4 ]       |      |
| Perciformes       | Pomacentridae  | Neopomacentrus cyanomos     | Regal demoiselle         | ---                                                    | Indo-Pacífico | 2017                        | [ 1 ] [ 5 ]       |      |
| Perciformes       | Ephipphidae    | Platax orbicularis          | Orbicular batfish        | Platax-morcego                                         | Indo-Pacífico | 2018                        | [ 1 ] [ 6 ] [ 4 ] |      |
| Perciformes       | Pomacanthidae  | Pomacanthus annularis       | Bluering angelfish       | Peixe-anjo-de-anel-azul                                | Indo-Pacífico |                             | [ 4 ]             |      |
| Perciformes       | Pomacanthidae  | Pomacanthus asfur           | Arabian angelfish        | Peixe-anjo-arabe                                       | Mar Vermelho |                             | [ 4 ]             |      |
| Perciformes       | Pomacanthidae  | Pomacanthus imperator       | Emperor angelfish        | Peixe-anjo-imparador                                   | Indo-Pacífico: Mar Vermelho até o Havaí                                                                                                |                             | [ 4 ]             |      |
| Perciformes       | Pomacanthidae  | Pomacanthus semicirculatus  | Semicircle angelfish     | Peixe-anjo-semicírculo                                 | Indo-Pacífico |                             | [ 4 ]             |      |
| Perciformes       | Pomacanthidae  | Pomacanthus xanthometopon   | Blueface angelfish       | Peixe-anjo-de-face-azul                                | Indo-Pacífico: Maldivas até Vanuatu e Micronésia                                                                                       |                             | [ 1 ]             |      |
| Scorpaeniformes   | Scorpaenidae   | Pterois miles               | Devil firefish           | Peixe-leão-comum                                       | Oceano Índico | 1985                        | [ 1 ] [ 7 ]       |      |
| Scorpaeniformes   | Scorpaenidae   | Pterois volitans            | Red lionfish             | Peixe-leão-vermelho                                    | Oceano Pacífico | 1985                        | [ 1 ] [ 8 ] [ 7 ] |      |
| Tetraodontiformes | Balistidae     | Rhinecanthus aculeatus      | White-banded triggerfish | Peixe-picasso ou Peroá-picasso                         | Indo-Pacífico: Mar Vermelho até o sul da África do Sul, Ilha de Lord Howe, Grande Barreira de Coral, Polinésia e sul do Japão, Okinawa | 2006                        | [ 1 ]             |      |
| Perciformes       | Scatophagidae  | Scatophagus argus           | Spotted scat             | ---                                                    | Indo-Pacífico | 2011                        | [ 1 ]             |      |
| Perciformes       | Siganidae      | Siganus unimaculatus        | Blotched foxface         | Peixe-cara-de-raposa                                   | Pacífico Oriental: Ilhas Ryukyu até Austrália                                                                                          | 2016                        | [ 1 ]             |      |
| Perciformes       | Acanthuridae   | Zebrasoma desjardinii       | Indian sailfin tang      | Cirurgião-vela-indiano                                 | Oceano índico |                             | [ 1 ] [ 4 ]       |      |
| Perciformes       | Acanthuridae   | Zebrasoma flavescens        | Yellow tang              | Cirurgião-amarelo                                      | Oceano Pacífico | 2018                        | [ 1 ] [ 4 ]       |      |
| Perciformes       | Acanthuridae   | Zebrasoma scopas            | Twotone tang             | Cirurgião-cauda-de-escova ou Cirurgião-marrom-castanho | Indo-Pacífico: África Oriental, incluindo as Ilhas Mascarenhas até a Polinésia e Japão                                                 |                             | [ 1 ]             |      |
| Perciformes       | Acanthuridae   | Zebrasoma xanthurum         | Yellowtail surgeonfish   | Cirurgião-de-cauda-amarela                             | Mar Vermelho | 2018                        | [ 1 ] [ 4 ]       |      |
| Perciformes       | Zanclidae      | Zanclus cornutus            | Moorish idol             | Zanclo-mouro                                           | Indo-Pacífico | 2018                        | [ 1 ] [ 4 ]       |      |